# Igor Mubi
Igor Mubi, slovenski hokejist, * 5. marec 1979, Kranj.
Mubi je vso svojo doseganjo kariero, od sezone 2000/2001, član kluba HK Triglav Kranj, za katerega je skupno odigral stosedeminšestdeset tekem, na katerih je dosegel sedem golov in petindvajset podaj.

## Pregled kariere
Odebeljeno - reprezentančni nastopi, glej tudi Statistika pri hokeju na ledu.
| Moštvo           | Liga           | Sezona |    | Redni del | Redni del | Redni del | Redni del | Redni del | Redni del |   | Končnica | Končnica | Končnica | Končnica | Končnica | Končnica |
| ---------------- | -------------- | ------ | -- | --------- | --------- | --------- | --------- | --------- | --------- | - | -------- | -------- | -------- | -------- | -------- | -------- |
| Moštvo           | Liga           | Sezona | OT | G         | P         | T         | +/-       | KM        | OT        | G | P        | T        | +/-      | KM       |          |          |
| HK Triglav Kranj | Slovenska liga | 00/01  |    | 20        | 0         | 3         | 3         |           | 32        |   |          |          |          |          |          |          |
| HK Triglav Kranj | Slovenska liga | 01/02  |    | 12        | 0         | 1         | 1         |           | 4         |   |          |          |          |          |          |          |
| HK Triglav Kranj | Slovenska liga | 02/03  |    | 24        | 4         | 3         | 7         |           | 42        |   |          |          |          |          |          |          |
| HK Triglav Kranj | Slovenska liga | 03/04  |    | 17        | 1         | 1         | 2         |           | 35        |   |          |          |          |          |          |          |
| HK Triglav Kranj | Slovenska liga | 04/05  |    | 18        | 0         | 4         | 4         |           | 18        |   |          |          |          |          |          |          |
| HK Triglav Kranj | Slovenska liga | 05/06  |    | 30        | 0         | 6         | 6         |           | 61        |   |          |          |          |          |          |          |
| HK Triglav Kranj | Interliga B    | 06/07  |    | 7         | 0         | 1         | 1         |           | 36        |   | 4        | 0        | 0        | 0        |          | 32       |
| HK Triglav Kranj | Slovenska liga | 06/07  |    | 13        | 2         | 1         | 3         |           | 30        |   |          |          |          |          |          |          |
| HK Triglav Kranj | Slovenska liga | 07/08  |    | 26        | 0         | 5         | 5         |           | 32        |   | 3        | 0        | 0        | 0        |          | 4        |
| Skupaj           |                |        |    | 167       | 7         | 25        | 32        |           | 290       |   | 7        | 0        | 0        | 0        |          | 36       |